# Liga Mistrzyń siatkarek (2015/2016)
Liga Mistrzyń 2015/2016 (oficjalna nazwa CEV DenizBank European Champions League Women) – 16. sezon Ligi Mistrzyń rozgrywanej od 2015 roku, organizowanej przez Europejską Konfederację Piłki Siatkowej (CEV) w ramach europejskich pucharów dla żeńskich klubowych zespołów siatkarskich z Europy.

## Drużyny uczestniczące
- Azerrail Baku
- Lokomotiv Baku
- Telecom Baku
- VK Prostějov
- RC Cannes
- Rocheville Le Cannet
- Allianz MTV Stuttgart
- Dresdner SC
- KPS Chemik Police
- Atom Trefl Sopot
- Impel Wrocław
- Dinamo Kazań
- Dinamo Moskwa
- Urałoczka Jekaterynburg
- CS Volei Alba Blaj
- Partizan Vizura Belgrad
- Calcit Lublana
- Voléro Zurych
- Fenerbahçe
- VakıfBank SK
- Eczacıbaşı VitrA Stambuł
- Pomì Casalmaggiore
- Igor Gorgonzola Novara
- River Volley Piacenza

## Rozgrywki

### Faza grupowa
awans do play-off
     gospodarz turnieju finałowego
     relegacja do Pucharu CEV

#### Grupa A
Tabela
| Lp. | Drużyna               | Mecze | Mecze   | Mecze   | Pkt | Sety | Sety | Sety  | Małe punkty | Małe punkty | Małe punkty |
| Lp. | Drużyna               | M     | W (3:2) | P (2:3) | Pkt | wyg. | prz. | ratio | zdob.       | str.        | ratio       |
| --- | --------------------- | ----- | ------- | ------- | --- | ---- | ---- | ----- | ----------- | ----------- | ----------- |
| 1   | Dinamo Kazań          | 6     | 5 (0)   | 1 (0)   | 15  | 15   | 5    | 3.000 | 481         | 410         | 1.173       |
| 2   | Lokomotiv Baku        | 6     | 4 (0)   | 2 (0)   | 12  | 14   | 8    | 1.750 | 521         | 460         | 1.133       |
| 3   | Allianz MTV Stuttgart | 6     | 2 (0)   | 4 (0)   | 6   | 6    | 13   | 0.462 | 391         | 456         | 0.857       |
| 4   | Azerrail Baku         | 6     | 1 (0)   | 5 (0)   | 3   | 6    | 15   | 0.400 | 431         | 498         | 0.865       |

Źródło: cev.lu (ang.)
Punktacja: 3:0 i 3:1 – 3 pkt; 3:2 – 2 pkt; 2:3 – 1 pkt; 1:3 i 0:3 – 0 pkt
Zasady ustalania kolejności: 1. liczba zwycięstw, 2. liczba punktów, 3. stosunek setów, 4. stosunek małych punktów, 5. bilans w bezpośrednich meczach
Wyniki
| Data       | Drużyna 1             | Wynik | Drużyna 2             | 1     | 2     | 3     | 4     | 5 | * |
| ---------- | --------------------- | ----- | --------------------- | ----- | ----- | ----- | ----- | - | - |
| 27.10.2015 | Azerrail Baku         | 3:0   | Allianz MTV Stuttgart | 25:18 | 25:23 | 25:18 |       |   |   |
| 27.10.2015 | Dinamo Kazań          | 3:1   | Lokomotiv Baku        | 25:21 | 23:25 | 25:22 | 25:22 |   |   |
| 11.11.2015 | Lokomotiv Baku        | 3:1   | Azerrail Baku         | 25:14 | 22:25 | 25:21 | 25:21 |   |   |
| 11.11.2015 | Allianz MTV Stuttgart | 0:3   | Dinamo Kazań          | 17:25 | 20:25 | 22:25 |       |   |   |
| 25.11.2015 | Lokomotiv Baku        | 3:0   | Allianz MTV Stuttgart | 25:18 | 25:17 | 25:18 |       |   |   |
| 26.11.2015 | Dinamo Kazań          | 3:0   | Azerrail Baku         | 25:9  | 25:21 | 25:20 |       |   |   |
| 09.12.2015 | Azerrail Baku         | 1:3   | Dinamo Kazań          | 20:25 | 25:21 | 21:25 | 17:25 |   |   |
| 09.12.2015 | Allianz MTV Stuttgart | 3:1   | Lokomotiv Baku        | 25:23 | 26:24 | 16:25 | 25:16 |   |   |
| 19.01.2016 | Azerrail Baku         | 1:3   | Lokomotiv Baku        | 25:21 | 22:25 | 15:25 | 14:25 |   |   |
| 20.01.2016 | Dinamo Kazań          | 3:0   | Allianz MTV Stuttgart | 25:17 | 25:11 | 27:25 |       |   |   |
| 27.01.2016 | Lokomotiv Baku        | 3:0   | Dinamo Kazań          | 25:16 | 25:21 | 25:23 |       |   |   |
| 27.01.2016 | Allianz MTV Stuttgart | 3:0   | Azerrail Baku         | 25:21 | 25:23 | 25:22 |       |   |   |

#### Grupa B
Tabela
| Lp. | Drużyna                | Mecze | Mecze   | Mecze   | Pkt | Sety | Sety | Sety  | Małe punkty | Małe punkty | Małe punkty |
| Lp. | Drużyna                | M     | W (3:2) | P (2:3) | Pkt | wyg. | prz. | ratio | zdob.       | str.        | ratio       |
| --- | ---------------------- | ----- | ------- | ------- | --- | ---- | ---- | ----- | ----------- | ----------- | ----------- |
| 1   | VakıfBank SK           | 6     | 6 (1)   | 0 (0)   | 17  | 18   | 3    | 6.000 | 503         | 385         | 1.306       |
| 2   | Atom Trefl Sopot       | 6     | 4 (0)   | 2 (0)   | 12  | 12   | 7    | 1.714 | 436         | 406         | 1.074       |
| 3   | Igor Gorgonzola Novara | 6     | 2 (0)   | 4 (1)   | 7   | 10   | 12   | 0.833 | 488         | 480         | 1.017       |
| 4   | Calcit Lublana         | 6     | 0 (0)   | 6 (0)   | 0   | 0    | 18   | 0.000 | 294         | 450         | 0.653       |

Źródło: cev.lu (ang.)
Punktacja: 3:0 i 3:1 – 3 pkt; 3:2 – 2 pkt; 2:3 – 1 pkt; 1:3 i 0:3 – 0 pkt
Zasady ustalania kolejności: 1. liczba zwycięstw, 2. liczba punktów, 3. stosunek setów, 4. stosunek małych punktów, 5. bilans w bezpośrednich meczach
Wyniki
| Data       | Drużyna 1              | Wynik | Drużyna 2              | 1     | 2     | 3     | 4     | 5     | * |
| ---------- | ---------------------- | ----- | ---------------------- | ----- | ----- | ----- | ----- | ----- | - |
| 28.10.2015 | VakıfBank SK           | 3:1   | Igor Gorgonzola Novara | 20:25 | 25:21 | 25:20 | 25:18 |       |   |
| 29.10.2015 | Calcit Lublana         | 0:3   | Atom Trefl Sopot       | 14:25 | 19:25 | 17:25 |       |       |   |
| 10.11.2015 | Atom Trefl Sopot       | 0:3   | VakıfBank SK           | 17:25 | 20:25 | 18:25 |       |       |   |
| 11.11.2015 | Igor Gorgonzola Novara | 3:0   | Calcit Lublana         | 25:21 | 25:12 | 25:19 |       |       |   |
| 24.11.2015 | Atom Trefl Sopot       | 3:0   | Igor Gorgonzola Novara | 25:21 | 25:21 | 25:21 |       |       |   |
| 25.11.2015 | Calcit Lublana         | 0:3   | VakıfBank SK           | 12:25 | 14:25 | 15:25 |       |       |   |
| 09.12.2015 | VakıfBank SK           | 3:0   | Calcit Lublana         | 25:19 | 25:8  | 25:17 |       |       |   |
| 09.12.2015 | Igor Gorgonzola Novara | 1:3   | Atom Trefl Sopot       | 25:22 | 21:25 | 22:25 | 21:25 |       |   |
| 19.01.2016 | Calcit Lublana         | 0:3   | Igor Gorgonzola Novara | 22:25 | 14:25 | 16:25 |       |       |   |
| 20.01.2016 | VakıfBank SK           | 3:0   | Atom Trefl Sopot       | 25:20 | 25:21 | 25:18 |       |       |   |
| 27.01.2016 | Atom Trefl Sopot       | 3:0   | Calcit Lublana         | 25:21 | 25:22 | 25:11 |       |       |   |
| 27.01.2016 | Igor Gorgonzola Novara | 2:3   | VakıfBank SK           | 20:25 | 25:21 | 21:25 | 25:21 | 12:15 |   |

#### Grupa C
Tabela
| Lp. | Drużyna                  | Mecze | Mecze   | Mecze   | Pkt | Sety | Sety | Sety  | Małe punkty | Małe punkty | Małe punkty |
| Lp. | Drużyna                  | M     | W (3:2) | P (2:3) | Pkt | wyg. | prz. | ratio | zdob.       | str.        | ratio       |
| --- | ------------------------ | ----- | ------- | ------- | --- | ---- | ---- | ----- | ----------- | ----------- | ----------- |
| 1   | Pomì Casalmaggiore       | 6     | 4 (1)   | 2 (2)   | 13  | 16   | 10   | 1.600 | 562         | 541         | 1.039       |
| 2   | Eczacıbaşı VitrA Stambuł | 6     | 4 (2)   | 2 (1)   | 11  | 15   | 10   | 1.500 | 559         | 540         | 1.035       |
| 3   | KPS Chemik Police        | 6     | 4 (1)   | 2 (0)   | 11  | 13   | 9    | 1.444 | 509         | 459         | 1.109       |
| 4   | VK Prostějov             | 6     | 0 (0)   | 6 (1)   | 1   | 3    | 18   | 0.167 | 416         | 506         | 0.822       |

Źródło: cev.lu (ang.)
Punktacja: 3:0 i 3:1 – 3 pkt; 3:2 – 2 pkt; 2:3 – 1 pkt; 1:3 i 0:3 – 0 pkt
Zasady ustalania kolejności: 1. liczba zwycięstw, 2. liczba punktów, 3. stosunek setów, 4. stosunek małych punktów, 5. bilans w bezpośrednich meczach
Wyniki
| Data       | Drużyna 1                | Wynik | Drużyna 2                | 1     | 2     | 3     | 4     | 5     | * |
| ---------- | ------------------------ | ----- | ------------------------ | ----- | ----- | ----- | ----- | ----- | - |
| 27.10.2015 | Eczacıbaşı VitrA Stambuł | 2:3   | Pomì Casalmaggiore       | 22:25 | 18:25 | 25:13 | 27:25 | 11:15 |   |
| 28.10.2015 | KPS Chemik Police        | 3:0   | VK Prostějov             | 25:18 | 25:16 | 25:21 |       |       |   |
| 10.11.2015 | VK Prostějov             | 0:3   | Eczacıbaşı VitrA Stambuł | 21:25 | 23:25 | 22:25 |       |       |   |
| 11.11.2015 | Pomì Casalmaggiore       | 2:3   | KPS Chemik Police        | 16:25 | 23:25 | 25:23 | 25:19 | 12:15 |   |
| 25.11.2015 | Pomì Casalmaggiore       | 3:0   | VK Prostějov             | 25:20 | 25:16 | 25:21 |       |       |   |
| 26.11.2015 | Eczacıbaşı VitrA Stambuł | 3:0   | KPS Chemik Police        | 25:22 | 25:18 | 26:24 |       |       |   |
| 09.12.2015 | VK Prostějov             | 1:3   | Pomì Casalmaggiore       | 15:25 | 23:25 | 25:23 | 15:25 |       |   |
| 10.12.2015 | KPS Chemik Police        | 3:1   | Eczacıbaşı VitrA Stambuł | 25:22 | 25:19 | 25:27 | 25:21 |       |   |
| 19.01.2016 | Eczacıbaşı VitrA Stambuł | 3:2   | VK Prostějov             | 25:21 | 18:25 | 22:25 | 28:26 | 15:12 |   |
| 20.01.2016 | KPS Chemik Police        | 1:3   | Pomì Casalmaggiore       | 23:25 | 25:12 | 23:25 | 17:25 |       |   |
| 27.01.2016 | VK Prostějov             | 0:3   | KPS Chemik Police        | 19:25 | 14:25 | 18:25 |       |       |   |
| 27.01.2016 | Pomì Casalmaggiore       | 2:3   | Eczacıbaşı VitrA Stambuł | 25:23 | 25:20 | 18:25 | 22:25 | 8:15  |   |

#### Grupa D
Tabela
| Lp. | Drużyna                 | Mecze | Mecze   | Mecze   | Pkt | Sety | Sety | Sety   | Małe punkty | Małe punkty | Małe punkty |
| Lp. | Drużyna                 | M     | W (3:2) | P (2:3) | Pkt | wyg. | prz. | ratio  | zdob.       | str.        | ratio       |
| --- | ----------------------- | ----- | ------- | ------- | --- | ---- | ---- | ------ | ----------- | ----------- | ----------- |
| 1   | Voléro Zurych           | 6     | 6 (0)   | 0 (0)   | 18  | 18   | 1    | 18.000 | 471         | 313         | 1.505       |
| 2   | Urałoczka Jekaterynburg | 6     | 4 (2)   | 2 (0)   | 10  | 13   | 10   | 1.300  | 473         | 462         | 1.024       |
| 3   | Partizan Vizura Belgrad | 6     | 1 (0)   | 5 (1)   | 4   | 6    | 15   | 0.400  | 409         | 495         | 0.826       |
| 4   | RC Cannes               | 6     | 1 (0)   | 5 (1)   | 4   | 5    | 16   | 0.313  | 412         | 495         | 0.832       |

Źródło: cev.lu (ang.)
Punktacja: 3:0 i 3:1 – 3 pkt; 3:2 – 2 pkt; 2:3 – 1 pkt; 1:3 i 0:3 – 0 pkt
Zasady ustalania kolejności: 1. liczba zwycięstw, 2. liczba punktów, 3. stosunek setów, 4. stosunek małych punktów, 5. bilans w bezpośrednich meczach
Wyniki
| Data       | Drużyna 1               | Wynik | Drużyna 2               | 1     | 2     | 3     | 4     | 5     | * |
| ---------- | ----------------------- | ----- | ----------------------- | ----- | ----- | ----- | ----- | ----- | - |
| 28.10.2015 | Partizan Vizura Belgrad | 3:0   | RC Cannes               | 25:23 | 25:23 | 25:15 |       |       |   |
| 29.10.2015 | Voléro Zurych           | 3:0   | Urałoczka Jekaterynburg | 25:11 | 25:18 | 25:14 |       |       |   |
| 10.11.2015 | RC Cannes               | 0:3   | Voléro Zurych           | 25:27 | 17:25 | 14:25 |       |       |   |
| 11.11.2015 | Urałoczka Jekaterynburg | 3:0   | Partizan Vizura Belgrad | 25:14 | 25:21 | 25:19 |       |       |   |
| 25.11.2015 | Partizan Vizura Belgrad | 0:3   | Voléro Zurych           | 17:25 | 17:25 | 12:25 |       |       |   |
| 25.11.2015 | RC Cannes               | 2:3   | Urałoczka Jekaterynburg | 21:25 | 16:25 | 25:18 | 25:22 | 13:15 |   |
| 08.12.2015 | Urałoczka Jekaterynburg | 3:0   | RC Cannes               | 25:19 | 25:14 | 25:10 |       |       |   |
| 10.12.2015 | Voléro Zurych           | 3:0   | Partizan Vizura Belgrad | 25:11 | 25:23 | 25:16 |       |       |   |
| 21.01.2016 | Partizan Vizura Belgrad | 2:3   | Urałoczka Jekaterynburg | 16:25 | 20:25 | 25:21 | 25:23 | 10:15 |   |
| 21.01.2016 | Voléro Zurych           | 3:0   | RC Cannes               | 25:20 | 25:19 | 25:13 |       |       |   |
| 27.01.2016 | Urałoczka Jekaterynburg | 1:3   | Voléro Zurych           | 25:19 | 18:25 | 11:25 | 12:25 |       |   |
| 27.01.2016 | RC Cannes               | 3:1   | Partizan Vizura Belgrad | 26:24 | 25:17 | 24:26 | 25:21 |       |   |

#### Grupa E
Tabela
| Lp. | Drużyna       | Mecze | Mecze   | Mecze   | Pkt | Sety | Sety | Sety  | Małe punkty | Małe punkty | Małe punkty |
| Lp. | Drużyna       | M     | W (3:2) | P (2:3) | Pkt | wyg. | prz. | ratio | zdob.       | str.        | ratio       |
| --- | ------------- | ----- | ------- | ------- | --- | ---- | ---- | ----- | ----------- | ----------- | ----------- |
| 1   | Fenerbahçe    | 6     | 6 (1)   | 0 (0)   | 17  | 18   | 3    | 6.000 | 504         | 390         | 1.292       |
| 2   | Dresdner SC   | 6     | 3 (2)   | 3 (0)   | 7   | 11   | 13   | 0.846 | 522         | 526         | 0.992       |
| 3   | Impel Wrocław | 6     | 2 (0)   | 4 (2)   | 8   | 10   | 13   | 0.769 | 477         | 521         | 0.916       |
| 4   | Telecom Baku  | 6     | 1 (1)   | 5 (2)   | 4   | 7    | 17   | 0.412 | 466         | 532         | 0.876       |

Źródło: cev.lu (ang.)
Punktacja: 3:0 i 3:1 – 3 pkt; 3:2 – 2 pkt; 2:3 – 1 pkt; 1:3 i 0:3 – 0 pkt
Zasady ustalania kolejności: 1. liczba zwycięstw, 2. liczba punktów, 3. stosunek setów, 4. stosunek małych punktów, 5. bilans w bezpośrednich meczach
Wyniki
| Data       | Drużyna 1             | Wynik | Drużyna 2             | 1     | 2     | 3     | 4     | 5     | * |
| ---------- | --------------------- | ----- | --------------------- | ----- | ----- | ----- | ----- | ----- | - |
| 28.10.2015 | Dresdner SC           | 1:3   | Fenerbahçe            | 17:25 | 24:26 | 25:19 | 12:25 |       |   |
| 29.10.2015 | Telecom Baku          | 0:3   | Impel Gwardia Wrocław | 17:25 | 12:25 | 24:26 |       |       |   |
| 11.11.2015 | Fenerbahçe            | 3:2   | Telecom Baku          | 21:25 | 22:25 | 25:22 | 25:11 | 15:6  |   |
| 11.11.2015 | Impel Gwardia Wrocław | 2:3   | Dresdner SC           | 17:25 | 25:23 | 26:24 | 21:25 | 13:15 |   |
| 25.11.2015 | Fenerbahçe            | 3:0   | Impel Gwardia Wrocław | 25:13 | 25:10 | 26:24 |       |       |   |
| 25.11.2015 | Dresdner SC           | 3:0   | Telecom Baku          | 25:16 | 25:21 | 26:24 |       |       |   |
| 09.12.2015 | Impel Gwardia Wrocław | 0:3   | Fenerbahçe            | 23:25 | 22:25 | 18:25 |       |       |   |
| 10.12.2015 | Telecom Baku          | 2:3   | Dresdner SC           | 21:25 | 25:20 | 21:25 | 25:17 | 7:15  |   |
| 20.01.2016 | Dresdner SC           | 1:3   | Impel Gwardia Wrocław | 23:25 | 27:29 | 25:15 | 19:25 |       |   |
| 21.01.2016 | Telecom Baku          | 0:3   | Fenerbahçe            | 18:25 | 19:25 | 16:25 |       |       |   |
| 27.01.2016 | Fenerbahçe            | 3:0   | Dresdner SC           | 25:22 | 25:16 | 25:23 |       |       |   |
| 27.01.2016 | Impel Gwardia Wrocław | 2:3   | Telecom Baku          | 18:25 | 25:23 | 16:25 | 25:23 | 11:15 |   |

#### Grupa F
Tabela
| Lp. | Drużyna               | Mecze | Mecze   | Mecze   | Pkt | Sety | Sety | Sety  | Małe punkty | Małe punkty | Małe punkty |
| Lp. | Drużyna               | M     | W (3:2) | P (2:3) | Pkt | wyg. | prz. | ratio | zdob.       | str.        | ratio       |
| --- | --------------------- | ----- | ------- | ------- | --- | ---- | ---- | ----- | ----------- | ----------- | ----------- |
| 1   | Dinamo Moskwa         | 6     | 5 (0)   | 1 (0)   | 15  | 16   | 3    | 5.333 | 455         | 364         | 1.250       |
| 2   | River Volley Piacenza | 6     | 5 (1)   | 1 (0)   | 14  | 15   | 6    | 2.500 | 485         | 434         | 1.118       |
| 3   | CS Volei Alba Blaj    | 6     | 2 (0)   | 4 (1)   | 7   | 8    | 14   | 0.571 | 471         | 490         | 0.961       |
| 4   | Rocheville Le Cannet  | 6     | 0 (0)   | 6 (0)   | 0   | 2    | 18   | 0.111 | 365         | 488         | 0.748       |

Źródło: cev.lu (ang.)
Punktacja: 3:0 i 3:1 – 3 pkt; 3:2 – 2 pkt; 2:3 – 1 pkt; 1:3 i 0:3 – 0 pkt
Zasady ustalania kolejności: 1. liczba zwycięstw, 2. liczba punktów, 3. stosunek setów, 4. stosunek małych punktów, 5. bilans w bezpośrednich meczach
Wyniki
| Data       | Drużyna 1             | Wynik | Drużyna 2             | 1     | 2     | 3     | 4     | 5     | * |
| ---------- | --------------------- | ----- | --------------------- | ----- | ----- | ----- | ----- | ----- | - |
| 27.10.2015 | Rocheville Le Cannet  | 1:3   | CS Volei Alba Blaj    | 20:25 | 20:25 | 25:16 | 17:25 |       |   |
| 29.10.2015 | River Volley Piacenza | 3:1   | Dinamo Moskwa         | 25:15 | 21:25 | 25:20 | 25:20 |       |   |
| 11.11.2015 | CS Volei Alba Blaj    | 0:3   | River Volley Piacenza | 24:26 | 18:25 | 23:25 |       |       |   |
| 12.11.2015 | Dinamo Moskwa         | 3:0   | Rocheville Le Cannet  | 25:20 | 25:13 | 25:17 |       |       |   |
| 25.11.2015 | Dinamo Moskwa         | 3:0   | CS Volei Alba Blaj    | 25:22 | 25:23 | 25:18 |       |       |   |
| 26.11.2015 | River Volley Piacenza | 3:0   | Rocheville Le Cannet  | 25:21 | 25:15 | 25:16 |       |       |   |
| 09.12.2015 | CS Volei Alba Blaj    | 0:3   | Dinamo Moskwa         | 18:25 | 13:25 | 17:25 |       |       |   |
| 09.12.2015 | Rocheville Le Cannet  | 0:3   | River Volley Piacenza | 21:25 | 19:25 | 15:25 |       |       |   |
| 19.01.2016 | Rocheville Le Cannet  | 0:3   | Dinamo Moskwa         | 16:25 | 20:25 | 14:25 |       |       |   |
| 20.01.2016 | River Volley Piacenza | 3:2   | CS Volei Alba Blaj    | 25:20 | 16:25 | 25:22 | 24:26 | 16:14 |   |
| 27.01.2016 | Dinamo Moskwa         | 3:0   | River Volley Piacenza | 25:18 | 25:17 | 25:22 |       |       |   |
| 27.01.2016 | CS Volei Alba Blaj    | 3:1   | Rocheville Le Cannet  | 22:25 | 25:23 | 25:16 | 25:12 |       |   |

### Play-off

#### 1/12 finału
| Data       | Drużyna 1                | Wynik | Drużyna 2             | 1     | 2     | 3     | 4     | 5     | * |
| ---------- | ------------------------ | ----- | --------------------- | ----- | ----- | ----- | ----- | ----- | - |
| 10.02.2016 | Eczacıbaşı VitrA Stambuł | 2:3   | VakıfBank SK          | 25:27 | 25:18 | 25:10 | 14:25 | 10:15 |   |
| 24.02.2016 | Eczacıbaşı VitrA Stambuł | 0:3   | VakıfBank SK          | 21:25 | 18:25 | 21:25 |       |       |   |
| 10.02.2016 | Lokomotiv Baku           | 3:2   | Voléro Zurych         | 25:21 | 22:25 | 25:23 | 20:25 | 16:14 |   |
| 25.02.2016 | Lokomotiv Baku           | 1:3   | Voléro Zurych         | 25:21 | 18:25 | 14:25 | 19:25 |       |   |
| 09.02.2016 | KPS Chemik Police        | 0:3   | Fenerbahçe            | 20:25 | 18:25 | 23:25 |       |       |   |
| 23.02.2016 | KPS Chemik Police        | 0:3   | Fenerbahçe            | 21:25 | 16:25 | 14:25 |       |       |   |
| 10.02.2016 | Dresdner SC              | 1:3   | Dinamo Moskwa         | 31:33 | 25:21 | 22:25 | 11:25 |       |   |
| 24.02.2016 | Dresdner SC              | 0:3   | Dinamo Moskwa         | 17:25 | 13:25 | 21:25 |       |       |   |
| 11.02.2016 | Urałoczka Jekaterynburg  | 1:3   | Dinamo Kazań          | 21:25 | 18:25 | 25:20 | 10:25 |       |   |
| 24.02.2016 | Urałoczka Jekaterynburg  | 1:3   | Dinamo Kazań          | 25:23 | 16:25 | 21:25 | 22:25 |       |   |
| 10.02.2016 | Atom Trefl Sopot         | 3:2   | River Volley Piacenza | 25:18 | 20:25 | 25:19 | 24:26 | 15:13 |   |
| 24.02.2016 | Atom Trefl Sopot         | 1:3   | River Volley Piacenza | 23:25 | 25:16 | 21:25 | 20:25 |       |   |

#### 1/6 finału
| Data       | Drużyna 1    | Wynik | Drużyna 2             | 1     | 2     | 3     | 4     | 5     | * |
| ---------- | ------------ | ----- | --------------------- | ----- | ----- | ----- | ----- | ----- | - |
| 10.03.2016 | VakıfBank SK | 3:2   | Voléro Zurych         | 25:23 | 25:23 | 22:25 | 23:25 | 15:13 |   |
| 24.03.2016 | VakıfBank SK | 3:1   | Voléro Zurych         | 25:22 | 32:34 | 25:21 | 25:22 |       |   |
| 09.03.2016 | Fenerbahçe   | 3:1   | Dinamo Moskwa         | 25:21 | 25:14 | 21:25 | 25:19 |       |   |
| 22.03.2016 | Fenerbahçe   | 3:2   | Dinamo Moskwa         | 25:19 | 24:26 | 19:25 | 25:18 | 15:9  |   |
| 10.03.2016 | Dinamo Kazań | 3:0   | River Volley Piacenza | 25:14 | 25:23 | 25:21 |       |       |   |
| 23.03.2016 | Dinamo Kazań | 3:0   | River Volley Piacenza | 25:21 | 25:22 | 25:21 |       |       |   |

### Turniej finałowy
Montichiari

#### Półfinały
| Data       | Drużyna 1    | Wynik | Drużyna 2          | 1     | 2     | 3     | 4 | 5 | * |
| ---------- | ------------ | ----- | ------------------ | ----- | ----- | ----- | - | - | - |
| 09.04.2016 | Fenerbahçe   | 0:3   | VakıfBank SK       | 23:25 | 22:25 | 22:25 |   |   |   |
| 09.04.2016 | Dinamo Kazań | 0:3   | Pomì Casalmaggiore | 19:25 | 18:25 | 19:25 |   |   |   |

#### Mecz o 3. miejsce
| Data       | Drużyna 1    | Wynik | Drużyna 2  | 1     | 2     | 3     | 4     | 5 | * |
| ---------- | ------------ | ----- | ---------- | ----- | ----- | ----- | ----- | - | - |
| 10.04.2016 | Dinamo Kazań | 1:3   | Fenerbahçe | 25:20 | 10:25 | 18:25 | 17:25 |   |   |

#### Finał
| Data       | Drużyna 1          | Wynik | Drużyna 2    | 1     | 2     | 3     | 4 | 5 | * |
| ---------- | ------------------ | ----- | ------------ | ----- | ----- | ----- | - | - | - |
| 10.04.2016 | Pomì Casalmaggiore | 3:0   | VakıfBank SK | 25:23 | 25:23 | 25:22 |   |   |   |

#### Nagrody indywidualne
| Najlepsza zawodniczka (MVP) | Najlepsza atakująca | Najlepsze środkowe           | Najlepsze przyjmujące        | Najlepsza libero  | Najlepsza rozgrywająca |
| --------------------------- | ------------------- | ---------------------------- | ---------------------------- | ----------------- | ---------------------- |
| Francesca Piccinini         | Margareta Kozuch    | Eda Dündar Jovana Stevanović | Kim Yeon-koung Kimberly Hill | Hatice Gizem Örge | Carli Lloyd            |